# محمد محمود الصياد
محمد محمود الصياد (1916 - 1982) هو شاعر ومؤلف مصري، عاش في مصر وإنجلترا والولايات المتحدة ولبنان والسعودية والعراق.

## حياته
ولد محمد الصياد في مدينة السنطة في 1916م، بعد أن أكمل دراسته الأساسية والثانوية ألتحق بكلية الآداب جامعة القاهرة، ثم حصل على ليسانس آداب من قسم الجغرافيا عام 1939م، ثم حصل على دبلوم من معهد التربية العالي عام 1940م، وحصل على شهادة الماجستير في الجغرافيا من جامعة القاهرة عام 1945م، ثم حصل على شهادة الدكتوراه من جامعة درم في إنجلترا عام 1948م.

## عضوية ومناصب
- مدرس وأستاذ مساعد في كلية الآداب بجامعة القاهرة.
- شغل منصب رئيس قسم الجغرافيا بكلية الآداب جامعة الرياض (1958 - 1960).
- شغل منصب رئيس قسم الجغرافيا بكلية البنات جامعة عين شمس (1961 - 1974).
- أستاذ زائر في جامعة أوكلاهوما في الولايات المتحدة (1964).
- شغل منصب عميد معهد البحوث والدراسات الأفريقية بجامعة القاهرة (1975).
- شغل منصب في الأمانة العامة للاتحاد الجغرافي العربي منذ إنشائه (1962).
- شغل منصب في الأمانة العامة للجمعية الجغرافية المصرية.
- عضو في المجمع العلمي المصري.
- عضو في جمعية إحياء التراث الإسلامي.
- عضو في لجنة كتابة الموسوعة الأفريقية.